# Bienvenido
Bienvenido è il primo album della Riserva Moac, pubblicato dall'etichetta Ultimo Piano nel 2005.

## Tracce
1. Introterra – 1:57
2. Bienvenido en la reserva – 4:32
3. Di vedetta sul mondo – 4:14
4. Ohi mama – 4:20
5. Viagge dent'e fore – 4:03
6. Tiempe uguale – 4:16
7. Poli(S)tica – 3:34
8. L'oceanico – 4:41
9. Zobi la mouche – 4:06
10. Furturella – 4:04
11. Ungaretti – 5:18
12. Rumore di fondo – 3:35
13. Fuggita dal nulla – 3:05

## Formazione
- Pacha Mama (Fabrizio Russo): voce;
- Maya (Mariangela Pavone): voce;
- Zanna (Roberto Napoletano): fisarmonica, cori, congas, claves, maracas, kalimba, chekere;
- Zefiro (Aldo Iezza): zampogna, ciaramella, gaita, zurna, xaphone, tin whistle;
- Kilone (Gianni Nardacchione): chitarra, kilotar;
- Basko (Patrizio Forte): basso;
- Sir Amur (Oreste Sbarra): batteria

### Altri musicisti
- Nando Citarella: tammorra e canto a fronna in Ungaretti;
- Franco Di Rienzo: flauto in Viagge dent'e fore;
- Tony "Salvador" Conte: timbales e campanacci in L'oceanico;
- Federico Valerio: violino in Rumore di fondo e Fuggita dal nulla;
- Massi Miliano: elettronica in Ohi mama;
- Luca Carpinelli: didjeridoo e marranzano ne L'oceanico;
- Vladimiro D'Amico: Sax baritono ed alto;
- Pino De Vivo: Sax tenore;
- Pippo Tiberio: tromba;
- Luigi Mariano: trombone;
- Sara Rinaldi, Piernicola Di Iorio, Giancarlo Romano, Marco Romano e Michelangelo Nardacchione: coro in Bienvenido en la reserva;
- Coro di voci bianche diretto da Rita D'Addona in Poli(S)tica.